# Медведево (Марий Эл)

Медведево на карте района

Медве́дево — посёлок городского типа, административный центр Медведевского района Республики Марий Эл. Образует одноимённое муниципальное образование Медведево со статусом городского поселения как единственный населённый пункт в его составе.
Население — 21 799 чел. (2023). Примыкая к столице республики Йошкар-Оле, является третьим по численности населения населённым пунктом в Марий Эл.

## География
Медведево расположено в 5 км (по прямой) и 7 км (по автодороге) к западу от города Йошкар-Олы, столицы республики. С востока примыкает к границе города.

## История
Деревня Медведево была основана во второй половине XVII века вдоль дороги ведущей из Царевококшайска (ныне — Йошкар-Ола) в Козьмодемьянск.
В деревне Медведево Дворцовой волости по I ревизской переписи 1723 года было 16 дворов, из них 6 — жилые, 70 мужчин, которые числились дворцовыми крестьянами, все русские. По данным V ревизии 1795 года в деревне, которая относилась к Дворцово-Загородской волости, число дворов возросло до 53, мужчин — до 135, женщин было 161. Жители являлись удельными крестьянами, русскими. По переписи 1895 года деревня входила в Медведевское сельское общество Вараксинской волости Царевококшайской волости с 459 жителями (все русские), среди них мужчин — 210, женщин — 249.
В 1918 году в деревне был образован сельский совет, председателем которого избран Николай Крашенинников.
28 декабря 1931 года был организован колхоз имени Сталина, который в апреле 1961 года вошёл в состав сельхозопытной станции.
В 1938 году была проложена дорога, соединяющая Йошкар-Олу с Козьмодемьянском в обход Медведево.
В 1943 году был образован Медведевский район. Начала застраиваться улица Советская, ставшая центральной, появились новые улицы. После того, как заасфальтировали улицу Советскую и соединили её с Козьмодемьянским трактом, было открыто автобусное движение. Деревня Аксаматово вошла в деревню как продолжение улицы Медведево. В центре посёлка, на пересечении улиц Медведево и Советской, был разбит сквер.
В 1945 году за деревней было выкопано небольшое озеро, которое в 1950-е годы было углублено, расширено и названо Шошинским в память о председателе райисполкома Г. И. Шошина. В 2000 году по инициативе Габдулхака Гибадуллина на острове посреди озера был построен мини-зоопарк.
2 апреля 1973 года село Медведево отнесено к категории рабочих посёлков. В этот период в посёлке проживали 4220 человек. На его территории размещалось 12 промышленных предприятий. Деревня Лапсола была присоединена к посёлку и стала именоваться улицей Суворова.

## Население
| 1723    | 1795    | 1895    | 1905    | 1917    | 1918    | 1936    | 1959    | 1970    |
| ------- | ------- | ------- | ------- | ------- | ------- | ------- | ------- | ------- |
| 70      | ↗296    | ↗459    | ↘443    | ↗478    | ↗481    | ↘288    | ↗1145   | ↗3432   |
| 1973    | 1979    | 1989    | 2002    | 2009    | 2010    | 2011    | 2012    | 2013    |
| ↗4220   | ↗9684   | ↗13 591 | ↗16 610 | ↘16 538 | ↗16 841 | ↗16 908 | ↗17 045 | ↗17 107 |
| 2014    | 2015    | 2016    | 2017    | 2018    | 2019    | 2020    | 2021    | 2023    |
| ↗17 351 | ↗17 830 | ↗18 147 | ↗18 527 | ↗18 923 | ↗19 183 | ↗19 897 | ↗21 752 | ↗21 799 |

Национальный состав
| № |         | Численность населения, чел. (2013) | % от всего |
| - | ------- | ---------------------------------- | ---------- |
|   | всего   | 18 853                             | 100,00 %   |
| 1 | Русские | 8136                               | 43,15 %    |
| 2 | Марийцы | 6995                               | 37,1 %     |
| 3 | Татары  | 2316                               | 12,28 %    |
| 4 | Чуваши  | 794                                | 4,21 %     |
|   | другие  | 1933                               | 10,25 %    |

## Транспорт

### Улично-дорожная сеть
В муниципальной собственности находится 21 км дорог с асфальтобетонным покрытием. Через северную окраину посёлка проходит автодорога регионального значения 88К-002 Йошкар-Ола — Козьмодемьянск.

### Общественный транспорт
Медведево присоединено к сети общественного транспорта Йошкар-Олы. С 1992 года посёлок с городом связывает троллейбусное сообщение. Через посёлок проходят троллейбусные маршруты № 8 и 9, а также маршрутные такси.

### Железнодорожный транспорт
В посёлке расположена железнодорожная станция Аксаматово линии Зелёный Дол — Яранск.

## Образование
В 1884 году в деревне была открыта первая школа. В 1910 году школа была преобразована в двухклассное училище. В 1919 году училище было преобразовано в советскую школу I ступени. В 1962 году было построено новое типовое здание на 520 мест. В 1988 году открылась школа № 2, а в январе 1994 года — школа № 3.
На 2013 год в посёлке действовало 3 школы, 5 детских садов, автодорожный техникум, Медведевский районный центр детского (юношеского) технического творчества, Медведевский районный дом детского творчества, Медведевская детская школа искусств им. К. Смирнова.

## Культура
- Медведевский районный центр культуры и досуга
- Историко-художественный музей
- Центральная библиотека Медведевского района
- Детская библиотека
- Медведевский мини-зоопарк «Чудо-остров»

## Здравоохранение
В 1944 году в деревне Медведево находился самостоятельный фельдшерский пункт, в 1948 году образована врачебная амбулатория, тогда же начато строительство здания районной больницы. В 1950 году открылась амбулатория, а в 1951 году — стационар. В 1985 году были построены новое здание поликлиники и новый корпус амбулатории, а в 1995 году под поликлинику реконструировано бывшее здание комбината бытовых услуг.
В 2013 году в посёлке действовали:
- Медведевская центральная районная больница
- Поликлиника
- Стоматологическая поликлиника

## Религия
Церковь Державной иконы Божией Матери
Приход в честь Державной иконы Божией Матери в Медведеве появился в сентябре 1994 года. 9 мая 1995 года епископ Иоанн (Тимофеев) освятил закладной камень на месте строительства. 10 июня началось строительство храма. 9 октября 1998 года был освящён придел в честь Собора новомучеников и исповедников Российских. 9 октября 2000 года на колокольню были подняты 6 колоколов, которые прибыли из Воронежа. 11 сентября 2003 года на купол храма был воздвигнут крест, что отметило окончание строительства здания.
28 мая 2015 года архиепископ Иоанн освятил храм в честь иконы Божией Матери «Державная».
При храме действует воскресная школа для детей и взрослых.
Мечеть Гайша (Айша)
Строительство мечети началось в сентябре 2008 года. Открытие мечети состоялось 27 мая 2011 года.